# わさんぼん〜和菓子屋顛末記〜
『わさんぼん〜和菓子屋顛末記〜』（わさんぼん わがしやてんまつき）は、佐藤両々による日本の4コマ漫画作品。『まんがタイム』（芳文社）2009年2月号にゲスト扱いで掲載の後、翌3月号より2016年8月号まで連載した後、『まんがタイムファミリー』に移籍して2016年9月号から休刊号である2018年5月号まで連載。その後『まんがタイムオリジナル』2018年7月号より移籍して2020年10月号をもって完結した。

## 概要
和菓子職人見習いの望月草太が、150年以上の歴史を持つ亰都の老舗和菓子屋「桜屋」にて修行する姿を描くストーリー4コマ漫画。
毎回扉絵には、登場人物以外に和菓子が描かれている。また、単行本カバー表紙側の袖には作者自作の和菓子の写真が、裏表紙側の袖にはプロが作った同様の和菓子の写真が使われている。
なお、作中では「亰都」「差我野」「颪山」等、固有名詞の書き換えが行なわれているが、これは作者が「私自身が京都を判っていないので」という意味で敢えて使っているとのこと。「漫画の舞台は京都とは違うキョウトなんです」と作者自身がインタビューで語っている。

## 主な登場人物

### 「桜屋」関係者
望月 草太（もちづき そうた）
本作品の主人公。佐藤製菓学院和菓子専攻卒の20歳（連載開始時点）。基本的に甘味が吐くほど苦手だが、小学生の頃の葬式で桜屋の娘・牡丹と出会い、その時に貰った（奪った）葬式饅頭の味が忘れられずに製菓の道を志すようになった。葬式饅頭の製造元が亰都の老舗和菓子屋「桜屋」であることを就職活動中に知り、旧くから大旦那と親交のあった祖父の紹介で桜屋へ就職する。大旦那の若司曰く「じーさんそっくり」とのこと。
作者がしみじみと「アホやわぁ」と言うレベルのアホ。思った事をそのまま口に出す、考えた事は後先考えずに実行する、感情が露骨に顔に出る等性格はかなり難あり。根は真面目かつ純粋だが、普段はがさつな言動が目立つ。
和菓子作りに対しては非常に情熱を持って取り組んでおり、柔軟な発想や手先の器用さについては桜屋の息子・萩をはじめとした同年代の職人からも一目置かれている。造形練習の一環で作った和菓子アクセサリーや粘土細工は、桜屋の旦那である米一も評価していた。意匠のヒントのために携帯している小さなスケッチブックには、萩から「頭が柔らか過ぎ」とツッコミを入れられるほどの様々なアイデアが書き留められている。味覚も鋭敏で、薯蕷生地への酢の入れ過ぎ（和菓子屋で育った萩にも感じられないレベル）を認識していた。製菓学校でお茶席の授業を履修していたため、作法等の基礎知識も一通り持ち合わせている。
製菓学校での成績は優秀だったが甘味嫌いは克服出来ておらず、自分で美味いと感じた和菓子（総じて高級なものばかりである）しか食べられない。桜屋の餡は数少ない美味しく食べられる甘味である。
牡丹に再会し、一目惚れしてアタックを随時試みるも未だ相手にされていない様子。草太自身も製菓学校の同期の柏木明月に想われていたのだが、本人は告白されるまで全く気付いていなかった。
桜葉 牡丹（さくらば ぼたん）
亰都の老舗和菓子屋「桜屋」の長女で、萩の妹。現在は女子大生で、愛称は「ぼっちゃん」。「桜屋」の美人看板娘で前髪ぱっつん黒髪ロング、バスト控えめの純和風的な容姿をしており、店の手伝いは和服にエプロン装着である。連載開始時点では高校3年生であったらしく制服姿の描写も多かった。
基本は穏やかな性格だが、時折母譲りらしいS的思考が見て取れ、心は読めないながらも芯は強い女性。草太や鍔輝からの積極的なアプローチも柳に風と受け流している。
一般人と比べてもかなりの不器用。家族も「個性」としかフォローできないレベルで、勇名は御近所にも知れ渡っている。
（酔った勢いで）親同士が決めた許嫁・道明寺鍔輝がいる。ただし鍔輝が言っているだけで周囲は本気にしていない。
草太と初めて出会った葬式の時はショートヘアに兄のお下がりの半ズボン姿で、親から「ぼっちゃん」と呼ばれていたために、草太から男だと勘違いされていた。
桜葉 萩（さくらば はぎ）
亰都の老舗和菓子屋「桜屋」の長男で、牡丹の兄。一部から「はーちゃん」と呼ばれている。草太と同い歳で、同時期に製菓学校を出ているとのこと。
仕事柄重い荷物を運ぶことが多いからか非常に筋肉質のため草太からは「ゴリラ」と呼ばれることもある。草太のことは「草餅」「カビ餅」または「サル」と呼び、良くシバいたり引き回したりする。幼少時は女の子と間違われることも珍しくないほど可愛らしい顔立ちをしており、本人はそれを嫌がっていた。
性格は真面目で豪直。草太以前の修行に来た者は「和菓子よりも牡丹に夢中になる」という理由で追い出していたらしい。萩だけでなく桜庭家の家族全員が牡丹に対してかなりの過保護である。
以前から熱心に和菓子に取り組んでいたようだが、自分以上に情熱やセンスを見せる草太に対してそこはかとないライバル心を持ち、更に和菓子に打ち込む様子を見せる。
外見に似合わず可愛い物好きで、萩のデジタルカメラには小鳥や花、猫などの可愛いモチーフのデータが多い。
（酔った勢いで）親同士が決めた許嫁・道明寺咲良がいる。こちらは妙に懐かれているが、歳が離れていることもあり「変に気を持たせる方が可哀想」との考えからそっけない態度をとることが多い。
草太の誕生日プレゼントを持って桜屋に現れた草太の同級生・柏木明月と知り合い、当初は『草太にまともな女子の友達がいる』という事実に愕然としていたものの、その後彼女の桜屋への職場見学や持ち寄り菓子会での交流を経て、好意を寄せていく。
桜葉 杏（さくらば あん）
牡丹と萩の母にして「桜屋」の社長兼経理担当。牡丹の母らしい和装美人だが、草太曰く「この店の中では奥さんが一番怖ェ」とのこと。基本的にどういう状況でも笑っているが、怒っている時は目が笑っていない。普段は難のある性質の草太も杏の前では完璧な言葉遣いをこなす。
桜葉 米一（さくらば よねいち）
牡丹と萩の父にして「桜屋」の旦那。饅頭屋の長男だが桜屋の和菓子（と看板娘）に惚れ込み婿入りした。妻である杏には性格的なことも含め頭が上がらない。
草太の行動に眉をひそめながらも、その情熱や根気については好ましく思っている。
「桜屋」を切り盛りする腕や和菓子への精進はさすがなもので、知人の道明寺家からも自らが経営するショッピングモール「Do・モール」等への出店を促されている。
桜葉 若司（さくらば わかし）
牡丹と萩の祖父にして「桜屋」の大旦那で現役の和菓子職人。血はつながっていない筈だが、米一と良く似ている。
草太の祖父とは知り合いで、草太が働くきっかけとなった。
高齢ながらまだまだ勉強中という姿勢を崩さない。
東 希里（ひがし きざと）
「桜屋」の店舗に、パートで勤めている女性。バツイチ独身。
「干菓子（ひがし）はおばさんっぽい」と言う草太の発言を気にした前歴があり、それなりに年は召されている様子。
草太と萩の、衝突しながらも切磋琢磨し合う姿に、しばしばあらぬ妄想を膨らませてしまう貴腐人である。
北窓 米三（きたまど よねぞう）
米一の実弟で、桜屋の繁忙期だけ手伝いに入る職人。名前の通り三男で、普段は実家の饅頭屋で仕事をしている（実家は二男が継いでおり、兄弟全員が職人の道を選んでおり、3人共メガネ着用である）。
柔和な外見でいつもニコニコしており、我儘を言う草太の意見を汲んだり、へこんだ草太にやる気を出させたりと出来た言動が多い。
まだ独身で恋人もいないらしく、出会いが無いことを気にしている。草太の（悪気はないが）遠慮のない物言いに落ち込むこともしばしば。

### その他
道明寺 鍔輝（どうみょうじ つばき）
米一の幼馴染である道明寺家の長男にして、咲良の兄。同様に萩と牡丹とも幼馴染で、父同士が酔った挙句「牡丹の許嫁に」と言ったことを現在も真に受けているが、萩や米一は快く思っていない。ちなみに両父はそのやりとりを覚えていないとのこと。
萩曰く"アホの子その1"（ちなみにその2は草太）。草太と同様に脳と口が直結しており、何でも思った事をそのまま口に出す。クリスマスのときには草太から牡丹へのクリスマスプレゼント（「桜屋」の菓子包み）に「うわっださっ」と呟いたため、米一から不興を買っていた。亰都出身のキャラクターで唯一標準語を使うが、気を抜くと亰都弁が顔を出す。
桜屋とは交流はあるものの職人の世界とは接点を持たない学生であり、小遣いで買った指輪を牡丹にプレゼントしようとして米一に窘められた経歴がある。
普段の発言や行動はあまり真面目には見えないが、単行本の登場人物紹介では「根は真面目」とあり、作中においても「Do・モール」での照明の使い方を常日頃から見習っている様子がある等、ごく僅かながら真面目な姿勢も描写されている。
道明寺 咲良（どうみょうじ さくら）
米一の幼馴染である道明寺家の長女にして、鍔輝の妹。
女子大生（初登場時は中学3年生）で兄と同様に萩の許嫁ということを真に受け、萩を「はーちゃん」と呼んでまとわりついている。こちらは周囲が面白がってか、鍔輝と牡丹の場合ほど否定的には扱っていない。
眉が太い事を気にしており、あまりおでこを出したがらない。
草太のことは萩と同様に「草餅」と呼んでいるが、和菓子アクセサリーや誕生日のプレゼント等何かと頼りにしてから段々と意識するようになり、最近は自分自身の気持ちを持て余して良く殴っている。
柏木 明月（かしわぎ あづき）
草太の製菓学校の同期生で、東亰朝草の（「桜屋」より更に）小さな和菓子屋の跡取り娘。製菓学校時代から想いを寄せていたらしく、草太を追いかけて亰都を修業先に選び、大手和菓子屋「泰六堂」に就職していた。
男社会である和菓子業界で壁にぶち当たりながらも、草太の存在を励みにしながら修行していたが、年の離れた弟の誕生に伴い実家が多忙になったことにより修行を中断、草太に自分の想いを伝えて帰郷した。
誰もがつい胸に目をやってしまうほどの巨乳。
水無月 初郎（みなづき ういろう）
柏木の修行先「泰六堂」の跡取り息子。元から柏木に強く当っていたようだが、持ち寄り菓子会で草太や萩と楽しそうに話す柏木を見て更に絡むようになった様子。
当初、柏木と萩が付き合っていると誤解していたが、やがて柏木が好いているのは草太だと正しく認識する。

## 御主菓子司 桜屋
差我野にある、創業150年以上の歴史を持つ老舗和菓子屋。他に店舗を持たず、基本的に身内で経営しているこぢんまりとした和菓子屋である。
作業場以外にも店舗や喫茶があり、東や牡丹は主にそこで働いている。
最寄駅は山蔭本線颪山差我駅。

## 書誌情報
- 佐藤両々『わさんぼん〜和菓子屋顛末記〜』 芳文社〈まんがタイムコミックス〉、全6巻
  1. 2010年8月22日発行（2010年8月7日発売）、ISBN 978-4-832-26877-7
  2. 2012年1月22日発行（2012年1月7日発売）、ISBN 978-4-8322-5037-6
  3. 2013年4月21日発行（2013年4月6日発売）、ISBN 978-4-8322-5174-8
  4. 2014年9月20日発行（2014年9月5日発売）、ISBN 978-4-8322-5319-3
  5. 2017年10月22日発行（2017年10月7日発売）、ISBN 978-4-8322-5629-3
  6. 2020年10月22日発行（2020年10月7日発売）、ISBN 978-4-8322-5805-1

## ドラマCD
2017年10月7日に第一弾、2018年6月27日に第二弾がAZクリエイティブより発売された。シナリオはやなせなつみ。

### キャスト
- 望月草太:松岡禎丞
- 桜葉牡丹:千本木彩花
- 桜葉杏:日笠陽子
- 桜葉萩:葉山雄太
- 道明寺鍔輝:田中翔二郎
- 柏木明月:一宮朔
- 水無月初郎:天﨑滉平
- 北窓米三:柳田淳一
- 桜葉米一:小田敏充
- 道明寺咲良:倉瀬ひまり
- 東希里:小松奈生子
- ヘアピン:天津向